# Akusilaos z Rodos

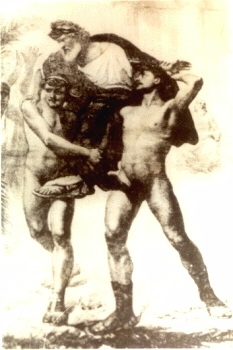
Diagoras niesiony na ramionach przez synów

Akusilaos z Rodos (gr. Ἀκουσίλαος) – starożytny grecki pięściarz pochodzący z wyspy Rodos, olimpijczyk.
Należał do rodu słynnych sportowców, olimpionikami byli jego ojciec Diagoras, bracia Damagetos i Dorieus oraz synowie jego siostry Ferenike, Eukles i Pejsidoros. W roku 448 p.n.e. odniósł zwycięstwo w zawodach pięściarskich na igrzyskach olimpijskich. Jego brat, Damagetos, na tych samych igrzyskach zwyciężył w pankrationie. Triumfujący bracia wzięli wówczas swojego ojca Diagorasa na ramiona i obnieśli go wokół wiwatującej publiki, która obrzuciła ich kwiatami.